# UCI Europe Tour 2007-2008
El UCI Europa Tour 2007-2008 fue la cuarta edición de la UCI Europa Tour, uno de los cinco circuitos continentales de ciclismo de la Unión Ciclista Internacional. Estaba formada por más de 300 pruebas, organizadas del 21 de octubre de 2007 al 16 de octubre de 2008 en Europa.

## Evolución del calendario

### Octubre 2007
| Fecha | Carrera                                   | País    | Cat. | Vencedor         | Equipo              |
| ----- | ----------------------------------------- | ------- | ---- | ---------------- | ------------------- |
| 21    | Crono de las Naciones-Las Herbiers-Vendée | Francia | 1.1  | László Bodrogi   | Crédit agricole     |
| 27    | Florencia-Pistoia                         | Italia  | 1.1  | Borís Shpilevski | Kio Ene-Tonazzi-DMT |

### Febrero
| Fecha   | Carrera                                    | País     | Cat. | Vencedor              | Equipo                |
| ------- | ------------------------------------------ | -------- | ---- | --------------------- | --------------------- |
| 3.      | Gran Premio de Apertura La Marseillaise    | Francia  | 1.1  | Hervé Duclos-Lassalle | Cofidis               |
| 6.-10.  | Estrella de Bessèges                       | Francia  | 2.1  | Yuri Trofímov         | Bouygues Telecom      |
| 9.      | Gran Premio Costa de los Etruscos          | Italia   | 1.1  | Gabriele Balducci     | Acqua & Sapone        |
| 10.     | Trofeo Mallorca                            | España   | 1.1  | Philippe Gilbert      | La Française des jeux |
| 11.     | Trofeo Cala Mejor-Cala Buena               | España   | 1.1  | Graeme Brown          | Rabobank              |
| 11.-13. | Giro de la Provincia de Reggio de Calabria | Italia   | 2.1  | Daniele Pietropolli   | L.P.R. Brakes         |
| 12.     | Trofeo Pollensa                            | España   | 1.1  | José Joaquín Rojas    | Caisse de Épargne     |
| 13.     | Trofeo Sóller                              | España   | 1.1  | Philippe Gilbert      | La Française des jeux |
| 13.-17. | Tour del Mediterráneo                      | Francia  | 2.1  | Aleksandr Bocharov    | Crédit agricole       |
| 14.     | Trofeo Calviá                              | España   | 1.1  | Gert Steegmans        | Quick Step-Innergetic |
| 15.-17. | Giro de la Provincia de Grosseto           | Italia   | 2.1  | Filippo Pozzato       | Liquigas              |
| 17.-21. | Vuelta en Andalucía                        | España   | 2.1  | Pablo Lastras         | Caisse de Épargne     |
| 20.-24. | Vuelta al Algarve                          | Portugal | 2.1  | Stijn Devolder        | Quick Step-Innergetic |
| 23.     | Trofeo Laigueglia                          | Italia   | 1.1  | Luca Paolini          | Acqua & Sapone        |
| 23.     | Coppa San Geo                              | Italia   | 1.2  | Michele Merlo         | Velo Club Mantovani   |
| 23.     | Classic Sud Ardèche                        | Francia  | 1.2  | Gatis Smukulis        | VC La Pomme Marseille |
| 24.     | Tour de Haut-Var                           | Francia  | 1.1  | Davide Rebellin       | Gerolsteiner          |
| 26.-1.  | Vuelta a la Comunidad Valenciana           | España   | 2.1  | Rubén Plaza           | Benfica               |
| 29.-2.  | Tres Días de Vaucluse                      | Francia  | 2.2  | Nicolas Vogondy       | Agritubel             |

### Marzo
| Fecha   | Carrera                                      | País         | Cat.   | Vencedor           | Equipo                 |
| ------- | -------------------------------------------- | ------------ | ------ | ------------------ | ---------------------- |
| 1.      | Beverbeek Classic                            | Bélgica      | 1.2    | Johan Coenen       | Topsport Vlaanderen    |
| 1.      | Omloop Het Volk                              | Bélgica      | 1.HC   | Philippe Gilbert   | La Française des jeux  |
| 2.      | Clásica de Almería                           | España       | 1.1    | Juan José Haedo    | Team CSC               |
| 2.      | Kuurne-Bruselas-Kuurne                       | Bélgica      | 1.1    | Steven de Jongh    | Quick Step-Innergetic  |
| 2.      | Gran Premio de Lugano                        | Suiza        | 1.1    | Rinaldo Nocentini  | AG2R La Mondiale       |
| 2.      | Trofeo Zssdi                                 | Italia       | 1.2    | Manuele Boaro      | Zalf Désirée Fior      |
| 4.-8.   | Vuelta Ciclista a Murcia                     | España       | 2.1    | Alejandro Valverde | Caisse d'Épargne       |
| 5.      | Le Samyn                                     | Bélgica      | 1.1    | Philippe Gilbert   | La Française des jeux  |
| 7.-9.   | A través de Flandes Occidental               | Bélgica      | 2.1    | Bobbie Traksel     | P3 Transfer-Batavus    |
| 8.      | Monte Paschi Eroica                          | Italia       | 1.1    | Fabian Cancellara  | Team CSC               |
| 8.      | Flecha Flamenca                              | Bélgica      | 1.2    | Bram Schmitz       | Van Vliet-EBH Elshof   |
| 9.      | Poreč Trophy                                 | Croacia      | 1.2    | Aldo Ino Ilešič    | Sava                   |
| 9.      | Trofeo Franco Balestra                       | Italia       | 1.2    | Wojciech Dybel     | MGK Vis Norda          |
| 9.      | Gran Premio de Lillers-Souvenir Bruno Comini | Francia      | 1.2    | Dominic Klemme     | 3C Gruppe              |
| 12.-18. | Tirreno-Adriático                            | Italia       | 2.HC   | Fabian Cancellara  | Team CSC               |
| 13.-16. | Vuelta al Distrito de Santarém               | Portugal     | 2.1    | Maurizio Biondo    | Ceramica Flaminia      |
| 13.-16. | Istrian Spring Trophy                        | Croacia      | 2.2    | Eddy Ratti         | Nippo-Endeka           |
| 16.     | Giro del Mendrisiotto                        | Suiza        | 1.2    | Eddy Serri         | Miche-Silvercross      |
| 16.     | París-Troyes                                 | Francia      | 1.2    | Jean-Luc Delpech   | Bretagne-Armor Lux     |
| 16.     | Omloop van het Waasland                      | Bélgica      | 1.2    | Niko Eeckhout      | Topsport Vlaanderen    |
| 19.     | Nokere Koerse                                | Bélgica      | 1.1    | Wouter Weylandt    | Quick Step-Innergetic  |
| 20.-23. | The Paths of King Nikola                     | Montenegro   | 2.2    | Mitja Mahorič      | Perutnina Ptuj         |
| 21.     | Clásica de Loire-Atlantique                  | Francia      | 1.2    | Mikel Gaztañaga    | Agritubel              |
| 23.     | Ronde van het Groene Hart                    | Países Bajos | 1.1    | Tomas Vaitkus      | Team Astana            |
| 23.     | Gran Premio Cholet-Pays de Loire             | Francia      | 1.1    | Janek Tombak       | Mitsubishi-Jartazi     |
| 23.     | Gran Premio San Giuseppe                     | Italia       | 1.2    | Damian Walczak     | MG Kvis Norda Pacific  |
| 23.     | La Roue Tourangelle                          | Francia      | 1.2    | Vitaliy Kondrut    | ISD-Sport Donetsk      |
| 24.     | Giro del Belvedere                           | Italia       | 1.2U   | Davide Malacarne   | Lucchini Nuova Comauto |
| 24.-28. | Vuelta a Castilla y León                     | España       | 2.1    | Alberto Contador   | Team Astana            |
| 24.-30. | Tour de Normandía                            | Francia      | 2.2    | Antoine Dalibard   | Bretagne-Armor Lux     |
| 25.     | Gran Premio Palio del Recioto                | Italia       | 1.2U   | Gianluca Brambilla | Zalf Désirée Fior      |
| 25.-29. | Settimana Coppi e Bartali                    | Italia       | 2.1    | Cadel Evans        | Silence-Lotto          |
| 26.     | A través de Flandes                          | Bélgica      | 1.1    | Sylvain Chavanel   | Cofidis                |
| 28.-30. | Gran Premio de Portugal                      | Portugal     | 2.NCup | Vitor Rodrigues    | Portugal A             |
| 29.     | E3 Harelbeke                                 | Bélgica      | 1.HC   | Kurt Asle Arvesen  | Team CSC               |
| 29.-30. | Critérium Internacional                      | Francia      | 2.HC   | Jens Voigt         | Team CSC               |
| 30.     | Flecha Brabanzona                            | Bélgica      | 1.1    | Sylvain Chavanel   | Cofidis                |
| 30.     | Gran Premio de Llodio                        | España       | 1.1    | Héctor Guerra      | Liberty Seguros        |

### Abril
| Data    | Carrera                                   | País                 | Cat.   | Vencedor             | Equipo                                       |
| ------- | ----------------------------------------- | -------------------- | ------ | -------------------- | -------------------------------------------- |
| 1.-3.   | Tres Días de Brujas-La Panne              | Bélgica              | 2.HC   | Joost Posthuma       | Rabobank                                     |
| 1.-6.   | Setmana Ciclista Lombarda                 | Italia               | 2.1    | Danilo Di Luca       | L.P.R. Brakes                                |
| 2.-6.   | Cinturón a Mallorca                       | España               | 2.2    | Dirk Müller          | Team Sparkasse                               |
| 4.      | Ruta Adélie de Vitré                      | Francia              | 1.1    | Kevyn Ista           | Agritubel                                    |
| 4.-5.   | Boucle de l'Artois                        | Francia              | 2.2    | Timofei Kritski      | Team Katyusha                                |
| 4.-6.   | Triptyque des Monts et Châteaux           | Bélgica              | 2.2    | Thomas De Gendt      | Davo                                         |
| 5.      | Hel van het Mergelland                    | Países Bajos         | 1.1    | Tony Martin          | Team High Road                               |
| 5.      | Gran Premio Miguel Induráin               | España               | 1.HC   | Fabian Wegmann       | Gerolsteiner                                 |
| 6.      | Gran Premio de la Villa de Rennes         | Francia              | 1.1    | Mikhailo Khalilov    | Ceramica Flaminia-Bossini Doce               |
| 6.      | Trofeo Banca Popular de Vicenza           | Italia               | 1.2U   | Roman Maximov        | Friuli                                       |
| 8.-11.  | Circuito de la Sarthe                     | Francia              | 2.1    | Thomas Voeckler      | Bouygues Telecom                             |
| 9.-13.  | Vuelta al Alentejo                        | Portugal             | 2.1    | Héctor Guerra        | Liberty Seguros Continental                  |
| 10.     | Gran Premio Pino Cerami                   | Bélgica              | 1.1    | Patrick Calcagni     | Barloworld                                   |
| 11.-13. | Circuito de las Ardenas                   | Francia              | 2.2    | Jan Bakelants        | Beveren 2000-Quick Step                      |
| 12.     | Tour de Drenthe                           | Países Bajos         | 1.1    | Coen Vermeltfoort    | Rabobank Continental                         |
| 12.     | Tour de Flandes sub-23                    | Bélgica              | 1.NCup | Gatis Smukulis       | Letonia                                      |
| 13.     | Klasika Primavera                         | España               | 1.1    | Damiano Cunego       | Lampre-Fondital                              |
| 13.-20. | Tour de Turquía                           | Turquía              | 2.1    | David García Dapena  | Karpin Galicia                               |
| 15.     | París-Camembert                           | Francia              | 1.1    | Alejandro Valverde   | Caisse d'Épargne                             |
| 16.     | Scheldeprijs                              | Bélgica              | 1.HC   | Mark Cavendish       | Team High Road                               |
| 16.     | Côte picarde                              | Francia              | 1.NCup | Kristjan Koren       | Eslovenia                                    |
| 16.-20. | Tour de Loir-et-Cher                      | Francia              | 2.2    | Christofer Stevenson | Team GLS                                     |
| 17.     | Gran Premio de Denain                     | Francia              | 1.1    | Edvald Boasson Hagen | Team High Road                               |
| 17.-20. | Rhône-Alpes Isère Tour                    | Francia              | 2.2    | Jérémie Dérangère    | SCO Dijon                                    |
| 19.     | Tour de Finisterre                        | Francia              | 1.1    | David Le Lay         | Bretagne-Armor Lux                           |
| 19.     | Lieja-Bastoña-Lieja sub-23                | Bélgica              | 1.2U   | Jan Bakelants        | Beveren 2000-Quick Step                      |
| 19.     | ZLM Tour                                  | Países Bajos         | 1.NCup | Jacopo Guarnieri     | Italia                                       |
| 19.-23. | Gran Premio de Sochi                      | Rusia                | 2.2    | Dirk Müller          | Team Sparkasse                               |
| 20.     | Tro Bro Leon                              | Francia              | 1.1    | Frédéric Guesdon     | La Française des jeux                        |
| 20.     | Giro d'Oro                                | Italia               | 1.1    | Gabriele Bosisio     | L.P.R. Brakes                                |
| 20.     | Tour de Düren                             | Alemania             | 1.2    | Bram Schmitz         | Van Vliet-EBH Elshof                         |
| 20.     | Belgrado-Banja Luka I                     | Serbia               | 1.2    | Aldo Ino Ilešič      | Sava                                         |
| 21.     | Belgrado-Banja Luka II                    | Bosnia y Herzegovina | 1.2    | Matej Stare          | Perutnina Ptuj                               |
| 22.-25. | Giro del Trentino                         | Italia               | 2.1    | Vincenzo Nibali      | Liquigas                                     |
| 23.     | Flecha Valona                             | Bélgica              | 1.HC   | Kim Kirchen          | Team High Road                               |
| 23.-27. | Vuelta a Extremadura                      | España               | 2.2    | Daniel Lloyd         | An Post-M Donnelly-Grant Thornton-Sean Kelly |
| 25.     | Gran Premio della Liberazione             | Italia               | 1.2U   | Andrea Grendene      | Filmop Bottoli Ramonda Parolin               |
| 25.-27. | Vuelta a La Rioja                         | España               | 2.1    | Manuel Calvente      | Contentpolis-Murcia                          |
| 25.-1.  | Tour de Bretaña                           | Francia              | 2.2    | Benoît Poilvet       | Bretagne-Armor Lux                           |
| 26.-1.  | Giro delle Regioni                        | Italia               | 2.NCup | Vitali Buts          | Equip nacional de Ucrania                    |
| 27.     | Vuelta a Holanda Septentrional            | Países Bajos         | 1.1    | Robert Wagner        | Skil-Shimano                                 |
| 27.     | París-Mantes-en-Yvelines                  | Francia              | 1.2    | Florian Morizot      | Auber 93                                     |
| 27.     | East Midlands International Cicle Classic | Reino Unido          | 1.2    | Ciaran Power         | Pezula Racing                                |
| 30.-4.  | Flecha del Sur                            | Luxemburgo           | 2.2    | Marcel Wyss          | Atlas Romer's Hausbäckerei                   |

### Mayo
| Fecha   | Carrera                                      | País         | Cat. | Vencedor               | Equipo                                       |
| ------- | -------------------------------------------- | ------------ | ---- | ---------------------- | -------------------------------------------- |
| 1.      | Subida al Naranco                            | España       | 1.1  | Xavier Tondo           | LA-MSS                                       |
| 1.      | Memorial Andrzej Trochanowski                | Polonia      | 1.2  | Tomasz Kiendyś         | CCC Polsat-Polkowice                         |
| 1.      | Gran Premio Copenhagen Classic               | Dinamarca    | 1.2  | Allan Johansen         | Team CSC                                     |
| 1.      | Gran Premio del 1 de mayo                    | Bélgica      | 1.2  | Bobbie Traksel         | P3 Transfer-Batavus                          |
| 1.      | Gran Premio de Fráncfort                     | Alemania     | 1.HC | Karsten Kroon          | Team CSC                                     |
| 1.      | Gran Premio de Fráncfort sub-23              | Alemania     | 1.2U | Stefan Denifl          | Austria                                      |
| 1.-3.   | Volta da Ascension                           | España       | 2.2  | Pablo de Pedro         | Supermercados Froiz                          |
| 2.      | Gran Premio de Moscú                         | Rusia        | 1.2  | Oļegs Meļehs           | Dynatek-Latvia                               |
| 3.      | Gran Premio Industria y Artigianato-Larciano | Italia       | 1.1  | Eddy Ratti             | Nippo-Endeka                                 |
| 3.      | Majowy Wyścig Klasyczny-Lublin               | Polonia      | 1.2  | Mateusz Mróz           | CCC Sprandi Polkowice                        |
| 3.      | Tour de Overijssel                           | Países Bajos | 1.2  | Robin Chaigneau        | Asito-Löwik                                  |
| 3.      | Memorial Oleg Dyachenko                      | Rusia        | 1.2  | Timoféi Kritski        | Team Katyusha                                |
| 3.      | Gran Premio Bourgas                          | Bulgaria     | 1.2  | Pavel Shumanov         | Hemus 1896                                   |
| 3.-7.   | Vuelta a Asturias                            | España       | 2.1  | Ángel Vicioso          | LA-MSS                                       |
| 4.      | Trofeo de los Escaladores                    | Francia      | 1.1  | David Le Lay           | Bretagne-Armor Lux                           |
| 4.      | Giro de Toscana                              | Italia       | 1.1  | Mattia Gavazzi         | Preti Mangimi                                |
| 4.      | Circuito del Porto-Trofeo Arvedi             | Italia       | 1.2  | Michele Nodari         | Italia                                       |
| 4.      | Tour de Berna                                | Suiza        | 1.2U | Jarosław Marycz        | fidibc.com                                   |
| 6.-11.  | Cuatro Días de Dunkerque                     | Francia      | 2.HC | Stéphane Augé          | Cofidis                                      |
| 7.-11.  | Cinco Anillos de Moscú                       | Rusia        | 2.2  | Denís Galimzianov      | Team Katyusha                                |
| 7.-11.  | Giro del Friuli Venezia Giulia               | Italia       | 2.2  | Hrvoje Miholjević      | Loborika                                     |
| 8.-11.  | Szlakiem Grodów Piastowskich                 | Polonia      | 2.1  | Bartosz Huzarski       | Polonia                                      |
| 8.-11.  | Tour de Chalkidiki                           | Grecia       | 2.2  | Daniel Petrov          | Cycling Club Bourgas                         |
| 9.-11.  | Tour de Haut Anjou                           | Francia      | 2.2U | Dennis van Winden      | Rabobank Continental                         |
| 9.-12.  | Tour de Berlín                               | Alemania     | 2.2U | Travis Meyer           | Southaustralia.com-AIS                       |
| 10.     | Scandinavian Race                            | Suecia       | 1.2  | Morten Høberg          | Løgstør-Cycling for Health                   |
| 10.-11. | Clásica de Alcobendas                        | España       | 2.1  | Ezequiel Mosquera      | Karpin Galicia                               |
| 11.     | Gran Premio Industrias del Mármol            | Italia       | 1.2  | Simone Stortoni        | Neri Lucchini Nuova Comauto                  |
| 11.     | Omloop der Kempen                            | Países Bajos | 1.2  | Job Vissers            | Dommelstreek                                 |
| 12.     | Neuseen Classics                             | Alemania     | 1.1  | Steffen Radochla       | Elk Haus-Simplon                             |
| 13.     | Mayor Cup                                    | Rusia        | 1.2  | Timoféi Kritski        | Team Katyusha                                |
| 14.     | Batavus Prorace                              | Países Bajos | 1.1  | Gert Steegmans         | Quick Step-Innergetic                        |
| 15.-18. | Gran Premio Paredes Rota dos Móveis          | Portugal     | 2.1  | Pedro Cardoso          | LA-MSS                                       |
| 16.-18. | Tour de Picardia                             | Francia      | 2.1  | Sébastien Chavanel     | La Française des jeux                        |
| 17.     | Clásica Belgrad-Čačak                        | Serbia       | 1.2  | Mitja Mahorič          | Perutnina Ptuj                               |
| 17.-25. | Tour de Olympia                              | Países Bajos | 2.2  | Lars Boom              | Rabobank Continental                         |
| 18.     | Gran Premio Jasnej Góry                      | Polonia      | 1.2  | Tomasz Kiendyś         | CCC Polsat-Polkowice                         |
| 18.     | Coppa Caivano                                | Italia       | 1.2  | Samuele Marzoli        | NGC-Pagnoncelli-Perrel                       |
| 18.     | Raiffeisen Grand Prix                        | Austria      | 1.2  | Matej Stare            | Perutnina Ptuj                               |
| 18.-25. | FBD Insurance RÁS                            | Irlanda      | 2.2  | Stephen Gallagher      | An Post-M Donnelly-Grant Thornton-Sean Kelly |
| 21.-25. | Circuito de Lorena                           | Francia      | 2.1  | Steve Chainel          | Auber 93                                     |
| 22.-25. | Ronda del Isard                              | Francia      | 2.2U | Guillaume Bonnafond    | Chambery C.F.                                |
| 23.     | Tallinn-Tartu GP                             | Estonia      | 1.1  | Mart Ojavee            | Rietumu Bank-Riga                            |
| 23.     | Gran Premio Hydraulika Mikolasek             | Eslovaquia   | 1.2  | Péter Kusztor          | P-Nívó Betonexpressz 2000                    |
| 24.     | SEB Tartu GP                                 | Estonia      | 1.1  | Aleksejs Saramotins    | Rietumu Bank-Riga                            |
| 24.     | Gran Premio Kooperativa                      | Eslovaquia   | 1.2  | Esad Hasanović         | Serbia                                       |
| 25.     | Velika Nagrada Ptuja                         | Eslovenia    | 1.2  | Gregor Gazvoda         | Perutnina Ptuj                               |
| 25.     | Gran Premio Palma                            | Eslovaquia   | 1.2  | Christoph Meschenmoser | Ista                                         |
| 27.-1.  | Vuelta a Navarra                             | España       | 2.2  | Diego Tamayo           | Azpiro Ugarte                                |
| 28.-1.  | Vuelta a Bélgica                             | Bélgica      | 2.1  | Stijn Devolder         | Quick Step-Innergetic                        |
| 28.-1.  | Vuelta a Baviera                             | Alemania     | 2.HC | Christian Knees        | Team Milram                                  |
| 29.-1.  | Tour de Gironde                              | Francia      | 2.2  | Julien Guay            | Vendée U                                     |
| 31.     | Gran Premio de Plumelec-Morbihan             | Francia      | 1.1  | Thomas Voeckler        | Bouygues Telecom                             |
| 31.     | Gran Premio Kranj                            | Eslovenia    | 1.1  | Grega Bole             | Adria Mobil                                  |

### Junio
| Fecha   | Carrera                                      | País         | Cat. | Vencedor           | Equipo                             |
| ------- | -------------------------------------------- | ------------ | ---- | ------------------ | ---------------------------------- |
| 1.      | Boucles de l'Aulne                           | Francia      | 1.1  | Romain Feillu      | Agritubel                          |
| 1.      | Coppa della Pace                             | Italia       | 1.2  | Ben Swift          | Regne Unit                         |
| 1.      | París-Roubaix sub-23                         | Francia      | 1.2U | Coen Vermeltfoort  | Rabobank Continental               |
| 1.      | Riga GP                                      | Letonia      | 1.2  | Normunds Lasis     | Dynatek-Latvia                     |
| 1.      | Rogaland Grand Prix                          | Noruega      | 1.2  | Michael Tronborg   | Designa Køkken                     |
| 2.      | Trofeo Alcide Degasperi                      | Italia       | 1.2  | Jarosław Marycz    | Fdbc                               |
| 2.-7.   | Volta a Lleida                               | España       | 2.2  | Lars Boom          | Rabobank Continental               |
| 3.-8.   | Bałtyk-Karkonosze Tour                       | Polonia      | 2.2  | Radosław Romanik   | DHL-Author                         |
| 4.-8.   | Ringerike Grand Prix                         | Noruega      | 2.2  | Fredrik Ericsson   | Cykelcity.se                       |
| 4.-8.   | Tour de Luxemburgo                           | Luxemburgo   | 2.HC | Joost Posthuma     | Rabobank                           |
| 6.-8.   | Euskal Bizikleta                             | España       | 2.HC | Eros Capecchi      | Saunier Duval-Scott                |
| 7.      | Memorial Marco Pantani                       | Italia       | 1.1  | Enrico Rossi       | NGC Medical-OTC Industria Porte    |
| 7.      | Gran Premio de Schwarzwald                   | Alemania     | 1.1  | Mathias Frank      | Gerolsteiner                       |
| 7.-14.  | Vuelta a Rumanía                             | Rumania      | 2.2  | Rida Cador         | P-Nívó Betonexpressz 2000 Corratec |
| 8.      | Coppa Colli Briantei Internazionale          | Italia       | 1.2  | Leigh Howard       | Australia                          |
| 8.      | Memorial Philippe Van Coningsloo             | Bélgica      | 1.2  | Stijn Joseph       | Beveren 2000-Quick Step            |
| 8.      | Trofeo Ciudad de San Vendemiano              | Italia       | 1.2U | Simon Clarke       | Southaustralia.com-AIS             |
| 8.      | Gran Premio del Cantón de Argovia            | Suiza        | 1.HC | Lloyd Mondory      | AG2R La Mondiale                   |
| 10.-14. | Vuelta a Eslovenia                           | Eslovenia    | 2.1  | Jure Golčer        | L.P.R. Brakes                      |
| 10.-15. | Vuelta a Turingia                            | Alemania     | 2.2U | Patrick Gretsch    | Thüringer Energie                  |
| 11.     | Veenendaal-Veenendaal                        | Países Bajos | 1.HC | Robert Förster     | Gerolsteiner                       |
| 11.-17. | Circuito Montañés                            | España       | 2.2  | Aleksei Sxebelin   | Cinelli-OPD                        |
| 12.-15. | Gran Premio CTT Correios de Portugal         | Portugal     | 2.1  | Nuno Ribeiro       | Liberty Seguros Continental        |
| 12.-15. | Ronde de l'Oise                              | Francia      | 2.2  | Niels Brouzes      | Auber 93                           |
| 13.-15. | Delta Tour Zeeland                           | Países Bajos | 2.1  | Christopher Sutton | Slipstream-Chipotle                |
| 16.-22. | Vuelta a Serbia                              | Serbia       | 2.2  | Matija Kvasina     | Perutnina Ptuj                     |
| 17.-21. | Ster Elektrotoer                             | Países Bajos | 2.1  | Enrico Gasparotto  | Barloworld                         |
| 19.-22. | Ruta del Sur                                 | Francia      | 2.1  | Daniel Martin      | Slipstream-Chipotle                |
| 19.-22. | Boucles de la Mayenne                        | Francia      | 2.2  | Freddy Bichot      | Agritubel                          |
| 20.     | Abergavenny Criterium International          | Reino Unido  | 1.2  | Russell Downing    | Pinarello RT                       |
| 20.-22. | Mainfranken-Tour                             | Alemania     | 2.2U | Mikhailo Kononenko | Ucrania                            |
| 22.     | Grand Prix of Wales                          | Reino Unido  | 1.2  | Russell Downing    | Pinarello RT                       |
| 22.     | Gran Premi Nordjylland                       | Dinamarca    | 1.2  | Daniel Foder       | Løgstør                            |
| 25.     | Halle-Ingooigem                              | Bélgica      | 1.1  | Gert Steegmans     | Quick Step-Innergetic              |
| 25.     | Internationale Wielertrofee Jong Maar Moedig | Bélgica      | 1.2  | Stijn Neirynck     | Beveren 2000                       |

### Julio
| Fecha   | Carrera                                                | País       | Cat. | Vencedor                        | Equipo                             |
| ------- | ------------------------------------------------------ | ---------- | ---- | ------------------------------- | ---------------------------------- |
| 1.      | Trofeo Ciudad de Brescia                               | Italia     | 1.2  | Giuseppe De Maria               | Brunero Camel                      |
| 2.-6.   | Carrera de la Solidaridad y de los Campeones Olímpicos | Polonia    | 2.1  | Łukasz Bodnar                   | DHL-Author                         |
| 3.      | Campeonato de Europa - contrarreloj sub-23             | Italia     | CC   | Adriano Malori                  | Italia                             |
| 5.      | Tour de Jura                                           | Suiza      | 1.2  | Massimiliano Maisto             | NGC Medical-OTC Industria Llevo    |
| 5.      | Campeonato de Europa - carrera en ruta sub-23          | Italia     | CC   | Cyril Gautier                   | Francia                            |
| 6.      | Tour de Doubs                                          | Francia    | 1.1  | Anthony Geslin                  | Bouygues Telecom                   |
| 6.      | Giro delle Valli Aretine                               | Italia     | 1.2  | Enrico Zen                      | Filmop Ramonda Parolin Bottoli     |
| 6.      | De Drie Zustersteden                                   | Bélgica    | 1.2  | Nicky Cocquyt                   | Rock Werchter-Chocolade Jacques    |
| 6.-13.  | Vuelta a Austria                                       | Austria    | 2.HC | Thomas Rohregger                | Elk Haus-Simplon                   |
| 9.-13.  | Trofeo Joaquim Agostinho                               | Portugal   | 2.2  | Tiago Machado                   | Madeinox-Boavista                  |
| 10.-12. | Gran Premio Ciclista de Gemenc                         | Hungría    | 2.2  | Davide Torosantucci             | Katay                              |
| 12.     | Cronoscalata Gardone V.T.                              | Italia     | 1.2  | Robert Vrečer                   | Radenska KD Financial Point        |
| 13.     | Pomorski Klasyk                                        | Polonia    | 1.2  | Dariusz Baranowski              | DHL-Author                         |
| 13.     | Giro del Medio Brenta                                  | Italia     | 1.2  | Robert Vrečer                   | Radenska KD Financial Point        |
| 18.-20. | Vuelta a la Comunidad de Madrid                        | España     | 2.1  | Oleg Chuzhda                    | Contentpolis-Murcia                |
| 19.     | Gran Premio Cristal Energie                            | Francia    | 1.2  | Dan Craven                      | Fidibc.com                         |
| 19.     | Plovdiv Cup                                            | Bulgaria   | 1.2  | Aleksandar Dukic                |                                    |
| 20.     | Trofeo Matteotti                                       | Italia     | 1.1  | Paolo Bettini                   | Quick Step-Innergetic              |
| 20.     | Giro del Casentino                                     | Italia     | 1.2  | Simone Ponzi Pierpaolo De Negri |                                    |
| 23.-27. | Vuelta a Sajonia                                       | Alemania   | 2.1  | Bert Grabsch                    | Team Columbia                      |
| 23.-27. | Brixia Tour                                            | Italia     | 2.1  | Santo Anzà                      | Serramenti PVC Diquigiovanni       |
| 25.     | Clásica de Ordizia                                     | España     | 1.1  | Vladimir Karpets                | Caisse de Épargne                  |
| 26.     | Gran Premio Bradlo                                     | Eslovaquia | 1.2  | Péter Kusztor                   | P-Nívó Betonexpressz 2000 Corratec |
| 26.-28. | Kreiz Breizh Elites                                    | Francia    | 2.2  | Blel Kadri                      | Albi Vélo Sport                    |
| 26.-30. | Tour de Valonia                                        | Bélgica    | 2.HC | Sergei Ivanov                   | Team Astana                        |
| 27.     | Gran Premio Inda                                       | Italia     | 1.2  | Jarosław Marycz                 | Fidibc.com                         |
| 27.     | Gran Premio de la Villa de Pérenchies                  | Francia    | 1.2  | Steven De Neef                  | Davitamon-Lotto-Jong Vlaanderen    |
| 29.-2.  | Dookola Mazowska                                       | Polonia    | 2.2  | Marcin Sapa                     | DHL-Author                         |
| 30.-3.  | Tour de Alsacia                                        | Francia    | 2.2  | Robert Bengsch                  | Alemania                           |
| 30.-3.  | Vuelta a Dinamarca                                     | Dinamarca  | 2.HC | Jakob Fuglsang                  | Designa Køkken                     |
| 31.     | Circuito de Guecho                                     | España     | 1.1  | Reinier Honig                   | P3 Transfer-Batavus                |

### Agosto
| Fecha   | Carrera                                                  | País         | Cat. | Vencedor             | Equipo                                       |
| ------- | -------------------------------------------------------- | ------------ | ---- | -------------------- | -------------------------------------------- |
| 1.      | Gran Premio Industria y Commercio Artigianato Carnaghese | Italia       | 1.1  | Francesco Ginanni    | Serramenti PVC Diquigiovanni                 |
| 1.      | Gran Premi Betonexpressz 2000                            | Hungría      | 1.2  | Péter Kusztor        | P-Nívó Betonexpressz 2000 Corratec           |
| 2.      | Gran Premio Nobili Rubinetterie                          | Italia       | 1.1  | Giampaolo Cheula     | Barloworld                                   |
| 2.      | Gran Premio P-Nívó                                       | Hungría      | 1.2  | Gergely Ivanics      | P-Nívó Betonexpressz 2000 Corratec           |
| 2.      | Scandinavian Open Road Race                              | Suecia       | 1.2  | Aleksejs Saramotins  | Rietumu Bank-Riga                            |
| 3.      | Giro de los Apeninos                                     | Italia       | 1.1  | Alessandro Bertolini | Serramenti PVC Diquigiovanni                 |
| 3.      | Polynormande                                             | Francia      | 1.1  | Arnaud Gérard        | La Française des jeux                        |
| 3.      | Subida a Urkiola                                         | España       | 1.1  | David Arroyo         | Caisse d'Épargne                             |
| 3.      | Sparkassen Giro Bochum                                   | Alemania     | 1.1  | Eric Baumann         | Team Sparkasse                               |
| 3.      | Giro Ciclistico del Cigno                                | Italia       | 1.2  | Federico Vitali      | Cyber Team Oleodin                           |
| 5.      | Gran Premio Folignano                                    | Italia       | 1.2  | Alessandro De Marchi | Brisot Cardin Bibanese                       |
| 5.-9.   | Vuelta a León                                            | España       | 2.2  | Wout Poels           | P3 Transfer-Batavus                          |
| 5.-9.   | Tour de los Pirineos                                     | Francia      | 2.2  | Dan Fleeman          | An Post-M Donnelly-Grant Thornton-Sean Kelly |
| 5.-9.   | Vuelta a Burgos                                          | España       | 2.HC | Xabier Zandio        | Caisse d'Épargne                             |
| 6.-7.   | París-Corrèze                                            | Francia      | 2.1  | Miyataka Shimizu     | Meitan Hompo-GDR                             |
| 7.      | Gran Premio Ciudad de Camaiore                           | Italia       | 1.1  | Leonardo Bertagnolli | Liquigas                                     |
| 7.-9.   | Tour de Malopolska                                       | Polonia      | 2.2  | Marcin Sapa          | DHL-Author                                   |
| 7.-10.  | Tour de Szeklerland                                      | Rumania      | 2.2  | Martin Hebík         | AC Sparta Praga                              |
| 10.     | Trofeo Internazionale Bastianelli                        | Italia       | 1.2  | Peter Kennaugh       | Reino Unido                                  |
| 10.     | Fyen Rundt                                               | Dinamarca    | 1.2  | Lars Ulrich Sørensen | Energi Fyn                                   |
| 10.-13. | Tour de l'Ain                                            | Francia      | 2.1  | Linus Gerdemann      | Team Columbia                                |
| 11.     | Gran Premio Città di Felino                              | Italia       | 1.2  | Iegor Silin          | Rusia                                        |
| 13.-24. | Vuelta a Portugal                                        | Portugal     | 2.HC | David Blanco         | Palmeiras Resort-Tavira                      |
| 14.     | Puchar Ministra Obrony Narodowej                         | Polonia      | 1.2  | Bartłomiej Matysiak  | Legia                                        |
| 16.     | Memoriał Henryka Łasaka                                  | Polonia      | 1.1  | Krzysztof Jeżowski   | CCC Polsat-Polkowice                         |
| 16.     | Gran Premio Capodarco                                    | Italia       | 1.2  | Peter Kennaugh       | Reino Unido                                  |
| 17.     | Antwerpse Havenpijl                                      | Bélgica      | 1.2  | Jonas Aaen Jørgensen | Team GLS                                     |
| 17.     | Gara Ciclistica Montappone                               | Italia       | 1.2  | Anton Sintsov        | Centri della Calzatura-Partizan              |
| 17.     | Copa de los Cárpatos                                     | Polonia      | 1.2  | Mariusz Witecki      | Mroz Action Uniqa                            |
| 18.     | GP Artigianato di Castelfidardo                          | Italia       | 1.2  | Aleksei Tsatevich    | Rússia                                       |
| 19.     | Gran Premio de la Villa de Zottegem                      | Bélgica      | 1.1  | Roy Sentjens         | Silence-Lotto                                |
| 19.     | Trofeo Città Castelfidardo                               | Italia       | 1.2  | Adriano Malori       | Filmop Parolin                               |
| 19.     | Tres Valles Varesinos                                    | Italia       | 1.HC | Francesco Ginanni    | Serramenti PVC Diquigiovanni                 |
| 19.     | Gran Premio de Marbriers                                 | Francia      | 1.2  | Ben Hermans          | Davo                                         |
| 19.-22. | Tour de Limousin                                         | Francia      | 2.1  | Sébastien Hinault    | Crédit agricole                              |
| 20.     | Coppa Agostoni                                           | Italia       | 1.1  | Linus Gerdemann      | Team Columbia                                |
| 20.-24. | Regio Tour                                               | Alemania     | 2.1  | Björn Schröder       | Team Milram                                  |
| 20.-24. | Gran Premio Guillermo Tell                               | Suiza        | 2.2  | Timoféi Kritski      | Team Katyusha                                |
| 21.     | Coppa Bernocchi                                          | Italia       | 1.1  | Steve Cummings       | Barloworld                                   |
| 22.-24. | Szlakiem Walk Major Hubala                               | Polonia      | 2.2  | Tomasz Kiendyś       | CCC Polsat-Polkowice                         |
| 23.     | Trofeo Melinda                                           | Italia       | 1.1  | Leonardo Bertagnolli | Liquigas                                     |
| 24.     | Clásica de los Puertos                                   | España       | 1.1  | Levi Leipheimer      | Team Astana                                  |
| 26.-31. | Giro del Valle de Aosta                                  | Italia       | 2.2  | Michele Gaia         | UC Bergamasca 1902-De Nardi-Colpack          |
| 27.     | Druivenkoers Overijse                                    | Bélgica      | 1.1  | Dominic Klemme       | 3C Gruppe                                    |
| 27.-31. | Vuelta a Irlanda                                         | Irlanda      | 2.1  | Marco Pinotti        | Team Columbia                                |
| 31.     | Giro del Veneto                                          | Italia       | 1.HC | Francesco Ginanni    | Serramenti PVC Diquigiovanni                 |
| 31.     | Châteauroux Classic de l'Indre                           | Francia      | 1.1  | Anthony Ravard       | Agritubel                                    |
| 31.     | Tour de Rijke                                            | Países Bajos | 1.1  | Steven de Jongh      | Quick Step-Innergetic                        |

### Septiembre
| Fecha   | Carrera                             | País            | Cat.   | Vencedor                          | Equipo                      |
| ------- | ----------------------------------- | --------------- | ------ | --------------------------------- | --------------------------- |
| 2.      | Schaal Sels                         | Bélgica         | 1.1    | Elia Rigotto                      | Team Milram                 |
| 3.      | Memorial Rik Van Steenbergen        | Bélgica         | 1.1    | Gert Steegmans                    | Quick Step-Innergetic       |
| 3.-7.   | Tour de Eslovaquia                  | Eslovaquia      | 2.2    | Kristoffer Nielsen                | Team GLS                    |
| 5.-14.  | Tour de l'Avenir                    | Francia         | 2.NCup | Jan Bakelants                     | Bélgica                     |
| 6.      | Coppa Placci                        | Italia          | 1.HC   | Luca Paolini                      | Acqua & Sapone              |
| 7.      | Giro de la Romagna                  | Italia          | 1.1    | Enrico Gasparotto                 | Barloworld                  |
| 7.      | Gran Premio Jef Scherens            | Bélgica         | 1.1    | Wouter Mol                        | P3 Transfer-Batavus         |
| 7.      | Ljubljana-Zagreb                    | Eslovenia       | 1.2    | Robert Vrečer                     | Radenska KD Financial Point |
| 7.      | Trofeo Salvatore Morucci            | Italia          | 1.2    | Fabio Taborre                     | Aran Bls Cantina Tollo      |
| 7.      | Memorial Davide Fardelli            | Suiza           | 1.2    | Marcel Kittel                     | Thüringer Energie           |
| 7.-14.  | Vuelta a Gran Bretaña               | Reino Unido     | 2.1    | Geoffroy Lequatre                 | Agritubel                   |
| 7.-14.  | Tour de Bulgaria                    | Bulgaria        | 2.2    | Ivailo Gabrovski                  | CC Nessebar                 |
| 10.-14. | Tour de Sochi                       | Rusia           | 2.2    | Vladimir Gusev                    | Rússia                      |
| 13.     | Brussels Cycling Classic            | Bélgica         | 1.HC   | Robbie McEwen                     | Silence-Lotto               |
| 14.     | Vuelta a Nuremberg                  | Alemania        | 1.1    | André Greipel                     | Team Columbia               |
| 14.     | Chrono Champenois                   | Francia         | 1.2    | Adriano Malori                    | Filmop                      |
| 14.     | Gran Premio de Fourmies             | Francia         | 1.HC   | Giovanni Visconti                 | Quick Step-Innergetic       |
| 17.     | Gran Premio de Valonia              | Bélgica         | 1.1    | Stefano Garzelli                  | Acqua & Sapone              |
| 18.     | Tour de Vojvodina I                 | Serbia          | 1.2    | Robert Vrečer                     | Radenska KD Financial Point |
| 19.     | Campeonato de Flandes               | Bélgica         | 1.1    | André Greipel                     | Team Columbia               |
| 19.     | Gran Premio del Somme               | Francia         | 1.1    | William Bonnet                    | Crédit agricole             |
| 20.     | Memorial Viviana Manservisi         | Italia          | 1.1    | Alessandro Petacchi               | L.P.R. Brakes               |
| 20.     | Tour de Vojvodina II                | Serbia          | 1.2    | Gregor Gazvoda                    | Perutnina Ptuj              |
| 20.     | Lombardia Tour                      | Italia          | 1.2    | Aleksejs Saramotins               | Letònia                     |
| 20.     | Praga-Karlovy Vary-Praga            | República Checa | 1.2    | Eric Baumann                      | Team Sparkasse              |
| 21.     | G. P. Industria y Comercio de Prato | Italia          | 1.1    | Mikhailo Khalilov                 | Ceramica Flaminia           |
| 21.     | Gran Premio de Isbergues            | Francia         | 1.1    | William Bonnet                    | Crédit agricole             |
| 21.     | Trofeo Gianfranco Bianchin          | Italia          | 1.2    | Robert Vrečer                     | Radenska KD Financial Point |
| 21.     | Dúo Normando                        | Francia         | 1.2    | Martin Mortensen Michael Tronborg | Designa Køkken              |
| 21.     | Giro del Canavese                   | Italia          | 1.2U   | Simone Ponzi                      | Italia                      |
| 24.     | Circuito de Houtland                | Bélgica         | 1.1    | Martin Pedersen                   | GLS-Pakke Shop              |
| 24.-27. | Tour de Poitou-Charentes            | Francia         | 2.1    | Benoît Vaugrenard                 | La Française des jeux       |
| 30.     | Circuit de l'Escaut                 | Bélgica         | 1.1    | Wouter Weylandt                   | Quick Step-Innergetic       |
| 30.     | Ruota d'Oro                         | Italia          | 1.2    | Ben Gastauer                      | FidiBC.com                  |

### Octubre
| Fecha | Carrera                     | País     | Cat. | Vencedor              | Equipo                              |
| ----- | --------------------------- | -------- | ---- | --------------------- | ----------------------------------- |
| 2.-5. | Circuito franco-belga       | Bélgica  | 2.1  | Joan Antoni Flecha    | Rabobank                            |
| 3.    | Giro de Münsterland         | Alemania | 1.1  | André Greipel         | Team Columbia                       |
| 3.-5. | Cinturón de l'Empordà       | España   | 2.2  | Luca Zanasca          | Centre della Calzatura-Partizan     |
| 4.    | Memorial Cimurri            | Italia   | 1.1  | Mikhailo Khalilov     | Ceramica Flaminia                   |
| 4.    | Piccolo Giro de Lombardía   | Italia   | 1.2  | Daniele Ratto         | UC Bergamasca 1902-De Nardi-Colpack |
| 5.    | Tour de Vendée              | Francia  | 1.1  | Koldo Fernández       | Euskaltel-Euskadi                   |
| 5.    | Giro del Lacio              | Italia   | 1.HC | Francesco Masciarelli | Acqua & Sapone                      |
| 9.    | Coppa Sabatini              | Italia   | 1.1  | Mikhailo Khalilov     | Ceramica Flaminia                   |
| 9.    | París-Bourges               | Francia  | 1.1  | Bernhard Eisel        | Team Columbia                       |
| 11.   | Giro de Emília              | Italia   | 1.HC | Danilo Di Luca        | L.P.R. Brakes                       |
| 12.   | Gran Premio Bruno Beghelli  | Italia   | 1.1  | Alessandro Petacchi   | L.P.R. Brakes                       |
| 12.   | París-Tours                 | Francia  | 1.HC | Philippe Gilbert      | La Française des jeux               |
| 12.   | París-Tours sub-23          | Francia  | 1.2U | Tony Gallopin         | Comité de Ile de France             |
| 14.   | Premio Nacional de Clausura | Bélgica  | 1.1  | Hans Dekkers          | Mitsubishi-Jartazi                  |
| 16.   | Giro del Piamonte           | Italia   | 1.HC | Daniele Bennati       | Liquigas                            |

### Pruebas anuladas
| Fecha            | Carrera                               | País         | Cat. | Causa                 |
| ---------------- | ------------------------------------- | ------------ | ---- | --------------------- |
| 23 febrero       | Neretva Kup 1                         | Croacia      | 1.2  |                       |
| 26 feb-1 marzo   | Giro de Cerdeña                       | Italia       | 2.1  |                       |
| 1 marzo          | Gran Premio Chiasso                   | Suiza        | 1.1  |                       |
| 1 marzo          | Neretva Kup 2                         | Croacia      | 1.2  |                       |
| 10 marzo         | Giro de la Provincia de Luca          | Italia       | 1.1  |                       |
| 24 marzo         | Vuelta a Colonia                      | Alemania     | 1.HC |                       |
| 30 marzo         | Grande Pulse Grada Pag                | Croacia      | 1.2  |                       |
| 9-27 abril       | Tour of Civilizations                 | Turquía      | 2.2  |                       |
| 16-20 abril      | Vuelta a Aragón                       | España       | 2.1  |                       |
| 16-20 abril      | Tour de Grecia                        | Grecia       | 2.2  |                       |
| 23-27 abril      | Vuelta a la Baja Sajonia              | Alemania     | 2.1  |                       |
| 26 abril         | A través del Brabante Valón           | Bélgica      | 1.2  |                       |
| 2 mayo           | Kärnten Viper Grand Prix              | Austria      | 1.2  |                       |
| 3 mayo           | Gran Premio Herning                   | Dinamarca    | 1.1  |                       |
| 4 mayo           | Colliers Classic                      | Dinamarca    | 1.1  |                       |
| 12 mayo          | Ost-Belgique Rundfahrt                | Bélgica      | 1.2  |                       |
| 25 mayo          | Clásica Memorial Txuma                | España       | 1.2  |                       |
| 13-22 junio      | Baby Giro                             | Italia       | 2.2  |                       |
| 2 julio          | Gran Premio Gerrie Knetemann          | Países Bajos | 1.1  |                       |
| 5 julio          | Criterium de los Abruzzos             | Italia       | 1.1  |                       |
| 13 julio         | Gran Premio de Dourges-Hénin-Beaumont | Francia      | 1.2  |                       |
| 12 agosto        | Giro delle Marche 1                   | Italia       | 1.1  |                       |
| 13 agosto        | Giro delle Marche 2                   | Italia       | 1.1  |                       |
| 16 agosto        | Memorial Fausto Coppi                 | Italia       | 1.1  |                       |
| 25 agosto        | Gran Premio de Beuvry-la-Forêt        | Francia      | 1.2  | Descenso de categoría |
| 27 agosto        | Gran Premio Nobili Rubinetterie       | Italia       | 1.1  |                       |
| 9-14 septiembre  | Tour de Croacia                       | Croacia      | 2.2  |                       |
| 13-14 septiembre | Triptyque des Barrages                | Bélgica      | 2.2  |                       |
| 17-21 septiembre | Drei-Länder-Tour                      | Alemania     | 2.1  |                       |

## Clasificaciones
- Fuente: UCI Europa Tour

| #   | Ciclista              | Equipo                       | Pts.   |
| --- | --------------------- | ---------------------------- | ------ |
| 1.  | Enrico Gasparotto     | Barloworld                   | 644    |
| 2.  | Stefano Garzelli      | Acqua & Sapone               | 588,2  |
| 3.  | Mikhaylo Khalilov     | Ceramica Flaminia            | 488    |
| 4.  | Luca Paolini          | Acqua & Sapone               | 476,2  |
| 5.  | Danilo Di Luca        | L.P.R. Brakes                | 454,2  |
| 6.  | Stefan van Dijk       | Mitsubishi-Jartazi           | 448    |
| 7.  | Héctor Guerra         | Liberty Seguros Continental  | 421    |
| 8.  | Francesco Ginanni     | Serramenti PVC Diquigiovanni | 407,4  |
| 9.  | Eddy Ratti            | Nippo-Endeka                 | 336    |
| 10. | Bobbie Traksel        | P3 Transfer-Batavus          | 335    |
| 11. | Janek Tombak          | Mitsubishi-Jartazi           | 333    |
| 12. | Eric Baumann          | Team Sparkasse               | 332    |
| 13. | Niko Eeckhout         | Topsport Vlaanderen          | 319    |
| 14. | Aleksejs Saramotins   | Rietumu Bank-Riga            | 318    |
| 15. | Steve Cummings        | Barloworld                   | 316    |
| 16. | Lars Boom             | Rabobank Continental         | 312,66 |
| 17. | Timofey Kritskiy*     | Team Katyusha                | 312    |
| 17. | Robert Vrečer         | Radenska KD Financial Point  | 312    |
| 19. | Christian Pfannberger | Barloworld                   | 307    |
| 20. | Nicolas Vogondy       | Agritubel                    | 286    |

| #   | Ciclista                     | País           | Pts.    |
| --- | ---------------------------- | -------------- | ------- |
| 1.  | Acqua & Sapone               | Italia         | 1875    |
| 2.  | Barloworld                   | Reino Unido    | 1749    |
| 3.  | L.P.R. Brakes                | Irlanda        | 1672,6  |
| 4.  | Agritubel                    | Francia        | 1640    |
| 5.  | Perutnina Ptuj               | Eslovenia      | 1313    |
| 6.  | Mitsubishi-Jartazi           | Estonia        | 1271    |
| 7.  | Ceramica Flaminia            | Irlanda        | 1204    |
| 8.  | Serramenti PVC Diquigiovanni | Venezuela      | 1137,6  |
| 9.  | Rabobank Continental         | Países Bajos   | 1105,92 |
| 10. | Liberty Seguros Continental  | Portugal       | 1082    |
| 11. | Topsport Vlaanderen          | Bélgica        | 1016    |
| 12. | LA-MSS                       | Portugal       | 835     |
| 13. | P3 Transfer-Batavus          | Países Bajos   | 804     |
| 14. | Garmin-Chipotle              | Estados Unidos | 769     |
| 15. | CSF Group-Navigare           | Irlanda        | 759,2   |
| 16. | CCC Polsat-Polkowice         | Polonia        | 759     |
| 17. | Contentpolis-Murcia          | España         | 753     |
| 18. | Team Katyusha                | Rusia          | 751     |
| 19. | Auber 93                     | Francia        | 743     |
| 20. | Rietumu Bank-Riga            | Letonia        | 742     |

| #   | País         | Pts.    |
| --- | ------------ | ------- |
| 1.  | Italia       | 3842,4  |
| 2.  | España       | 2423,66 |
| 3.  | Países Bajos | 2316,86 |
| 4.  | Eslovenia    | 2122    |
| 5.  | Francia      | 2091,2  |
| 6.  | Alemania     | 1844,8  |
| 7.  | Polonia      | 1844,32 |
| 8.  | Bélgica      | 1804,2  |
| 9.  | Rusia        | 1723    |
| 10. | Ucrania      | 1496    |
| 11. | Reino Unido  | 1379,2  |
| 12. | Portugal     | 1158,25 |
| 13. | Dinamarca    | 1133    |
| 14. | Austria      | 897     |
| 15. | Bulgaria     | 725     |
| 16. | Croacia      | 690     |
| 17. | Suecia       | 654     |
| 18. | Estonia      | 630     |
| 19. | Irlanda      | 591     |
| 20. | Letonia      | 573     |

| #   | País (Sub-23) | Pts.   |
| --- | ------------- | ------ |
| 1.  | Italia        | 1084   |
| 2.  | Francia       | 984,2  |
| 3.  | Rusia         | 948    |
| 4.  | Bélgica       | 922,52 |
| 5.  | Alemania      | 849,66 |
| 6.  | Países Bajos  | 742,2  |
| 7.  | Reino Unido   | 444    |
| 8.  | Dinamarca     | 380    |
| 9.  | Eslovenia     | 321    |
| 10. | Ucrania       | 315    |
| 11. | Polonia       | 308    |
| 12. | Portugal      | 280    |
| 13. | Lituania      | 227,64 |
| 14. | Irlanda       | 224    |
| 15. | Suiza         | 179,2  |
| 16. | Austria       | 176    |
| 17. | Moldavia      | 145    |
| 18. | Croacia       | 136    |
| 19. | Noruega       | 126    |
| 20. | Serbia        | 124    |